# خسیس (فیلم ۱۳۳۴)
خسیس (فیلم) فیلمی به کارگردانی و نویسندگی محمدرضا زندی ساختهٔ سال ۱۳۳۴ است.

## بازیگران
- محمدرضا زندی
- نبی پور
- قدرت‌الله احسانی
- محسن فرید
- شهیده [۱]
- مطیع